# Magnesia Litera
Magnesia Litera este un premiu literar anual organizat în Republica Cehă din 2002. Este unul dintre cele mai importante premii literare din Cehia.

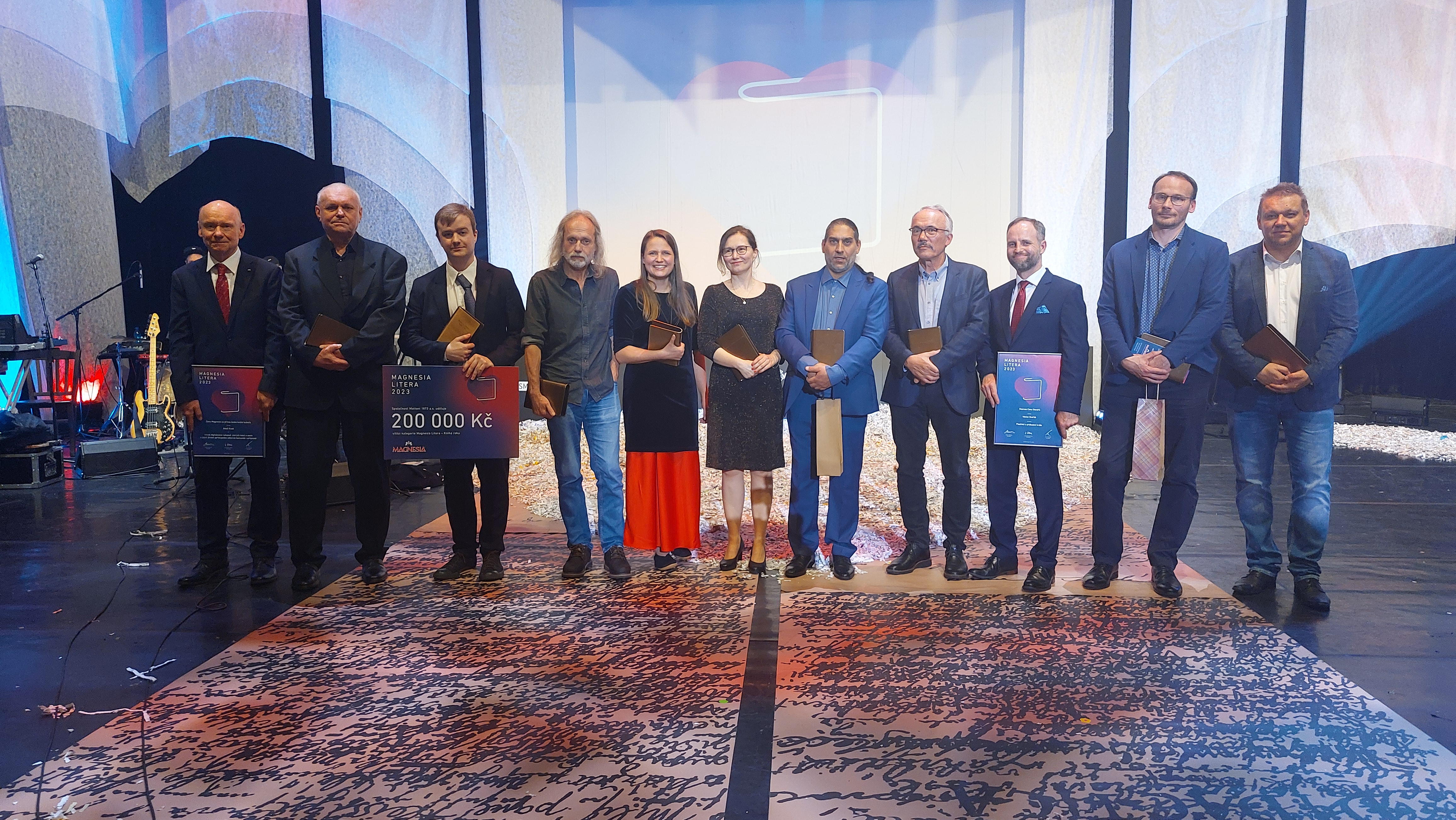
Câștigătorii Premiului de Carte Magnesia Litera din 2023

Scopul acestui premiu este de a sprijini și populariza cărți de calitate, atât originale în limba cehă, cât și traduse, fără restricții de gen. Din 2002 până în 2023, un total de 200 de cărți au fost premiate în mai multe categorii. Din 2016, premiul este simbolizat de o statuetă metalică a artistului Jakub Berdych Karpelis. Statueta reprezintă o carte.
Premiul acoperă toate genurile literare în opt categorii: proză, poezie, pentru copii (din 2004), non-ficțiune, eseu / jurnalism (din 2007), traducere, realizări editoriale și debut de carte. Premiul principal – ales dintre cărțile nominalizate în fiecare gen de mai sus – este desemnat „Cartea cehă a anului”.
Premiul este acordat de o asociație independentă, Litera, care reunește membri ai tuturor organizațiilor literare sau de piață de carte din Cehia: Academia de Științe a Republicii Cehe, Asociația Librarilor și Editorilor, Centrul Ceh al PEN Internațional, secția cehă a IBBY, Asociația Scriitorilor Cehi, Asociația Traducătorilor Cehi.
Premiile sunt decernate în Biblioteca din Praga, într-o ceremonie transmisă în direct de Televiziunea Cehă.

## Premii
Premiile sunt acordate în mai multe categorii. Din 2006, Premiul Cititorilor a purtat numele sponsorului său, care a fost Kanzelsberger până în 2009, iar în 2010 a fost Clubul de Carte (în cehă Knižní klub). Premiul principal, Cartea Anului – Magnesia Litera, este însoțit de un bonus financiar de cel puțin 100.000 de coroane cehe și poartă numele sponsorului și cuvântul Litera.
Cea mai bună carte a anului 2007 a fost romanul Simion Liftnicul (Simion Výtažník) al scriitorului român Petru Cimpoeșu, tradus în limba cehă de Jiří Našinec.

## Cărțile anului
- 2024 – Alena Machoninová⁠(cs)[traduceți]: Hella
- 2023 – Miloš Doležal⁠(d): Jana bude brzy sbírat lipový květ (Jana va culege în curând flori de tei)
- 2022 – Pavel Klusák⁠(cs)[traduceți]: Gott: Československý příběh (Gott: Povestea Cehoslovaciei) (non-fiction)
- 2021 – Martin Hilský: Shakespearova Anglie (Anglia lui Shakespeare) (non-fiction)
- 2020 – Petr Čornej⁠(cs)[traduceți]: Jan Žižka: Život a doba husitského válečníka (Jan Žižka: Viața și vremurile unui războinic husit) (non-fiction)
- 2019 – Radka Denemarková: Hodiny z olova (Ceasul din plumb)[2][3]
- 2018 – Erik Tabery⁠(d): Opuštěná společnost. Česká cesta od Masaryka po Babiše (Societate abandonată. Călătorie cehă de la Masaryk la Babiš) (non-fiction)[4]
- 2017 – Bianca Bellová⁠(d): Jezero (Lacul)
- 2016 – Daniela Hodrová⁠(d): Točité věty (Propoziții răsucite)
- 2015 – Martin Reiner⁠(cs)[traduceți]: Básník. Román o Ivanu Blatném (Poetul. Un roman despre Ivan Blatný)
- 2014 – Jiří Padevět⁠(cs)[traduceți]: Průvodce protektorátní Prahou (Ghid pentru Protectoratul Praga) (non-fiction)
- 2013 – Jiří Hájíček⁠(d): Rybí krev (Sânge de pește)
- 2012 – Michal Ajvaz: Lucemburská zahrada (Grădina Luxemburgului)[5]
- 2011 – Jan Balabán⁠(d): Zeptej se táty (Întreabă-l pe tata)[6]
- 2010 – Petra Soukupová⁠(d): Zmizet (Dispare)
- 2009 – Bohumila Grögerová: Rukopis (Manuscrisul)
- 2008 – Petr Nikl⁠(cs)[traduceți]: Záhádky (Ghicitori)
- 2007 – Petru Cimpoeșu: Simion Liftnicul (traducere din limba română de Jiří Našinec)[1]
- 2006 – Jan Reich⁠(cs)[traduceți]: Bohemia (Boemia)
- 2005 – Jan Novák⁠(d): Zatím dobrý (Până acum, bine)
- 2004 – Jiří Suk⁠(cs)[traduceți]: Labyrintem revoluce (Prin labirintul Revoluției de Catifea) (non-fiction)
- 2003 – Pavel Zatloukal⁠(cs)[traduceți]: Příběhy z dlouhého století – Architektura let 1750–1918 na Moravě a ve Slezsku (Povești dintr-un secol lung – Arhitectura din 1750–1918 în Moravia și Silezia) (non-fiction)
- 2002 – Jürgen Serke⁠(de)[traduceți]: Böhmische Dörfer. Putování opuštěnou literární krajinou (Sate boeme. Rătăcind printr-un peisaj literar pustiu) (editura Triáda)[7]